# Cathode froide
 (juin 2012).
Si vous disposez d'ouvrages ou d'articles de référence ou si vous connaissez des sites web de qualité traitant du thème abordé ici, merci de compléter l'article en donnant les références utiles à sa vérifiabilité et en les liant à la section « Notes et références ».

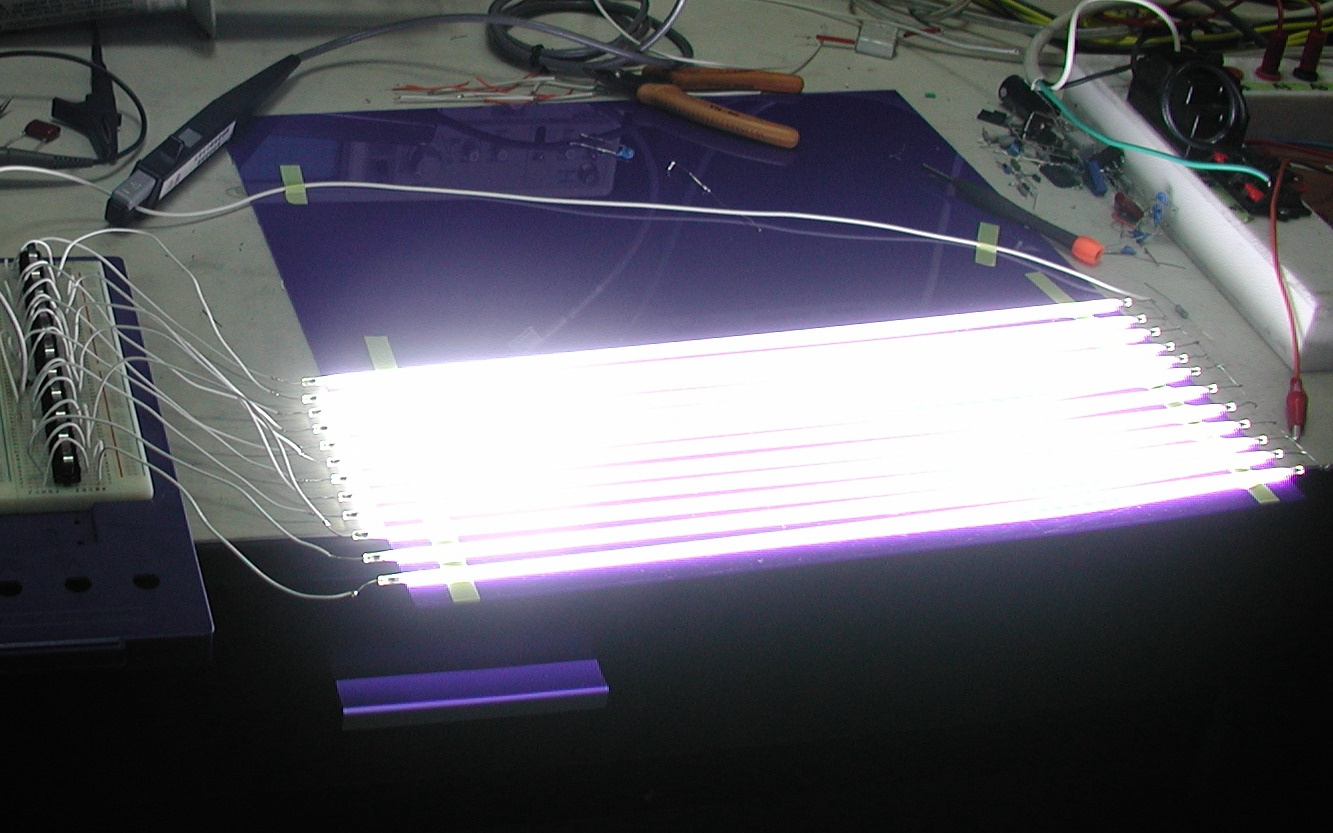
Éclairage à cathode froide.

Le terme de cathode froide est employé pour les tubes électroniques lorsque la cathode n'est pas chauffée.
Dans ce genre de tubes, ce n'est pas l'émission thermoïonique qui est utilisée pour permettre l'émission d'électrons. Ce type de cathode est courant pour les tubes à gaz et peut aussi être utilisé pour certains tubes à vide tels que, par exemple : les tubes à rayons X.

## Techniques
Certaines cathodes froides utilisent une technique qui consiste à déposer une couche de terres rares sur la cathode pour obtenir l'émission d'électrons.
Une autre technique utilisée dans les tubes à gaz est d'ajouter une source de radiation bêta pour débuter l'ionisation du gaz présent dans le tube.
Pour les tubes à vide à émission par effet de champ, la technique utilise des nanotubes formant des bosses qui, soumis à un champ électrique, ont la capacité d'émettre des électrons.

## Exemples

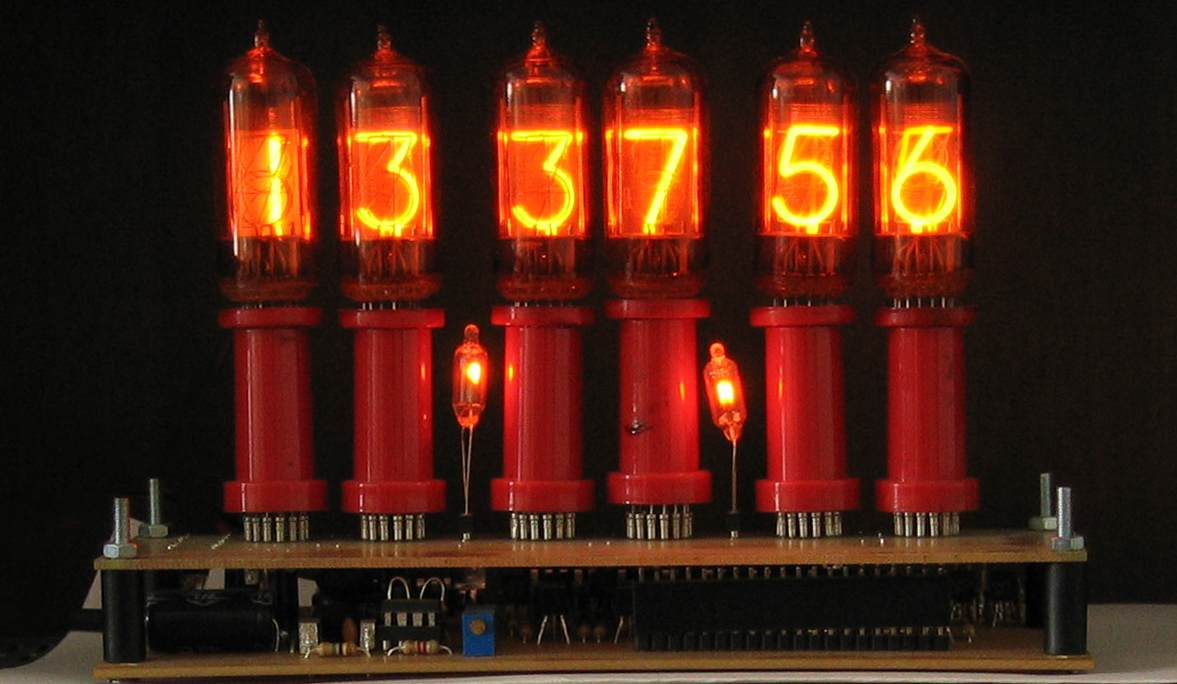
Horloge à tubes Nixie

Le meilleur exemple est le tube néon (pour l'éclairage et la signalisation). Un autre exemple est le tube Nixie. D'autres tubes utilisent cette méthode comme le thyratron, krytron, sprytron, ignitron et tube à vide à émission par effet de champ.

## Intérêt
Le principal avantage des cathodes froides est de réduire la consommation par rapport aux tubes classiques, on obtient ainsi un rendement plus élevé. La durée de vie est également considérablement augmentée par rapport à un tube fluorescent, ce qui permet de l'utiliser dans des appareils d'éclairage de sécurité permanents afin d'apporter un confort visuel tout en ayant une faible maintenance (durée de vie 40 000 heures minimum).